# Nitranská župa

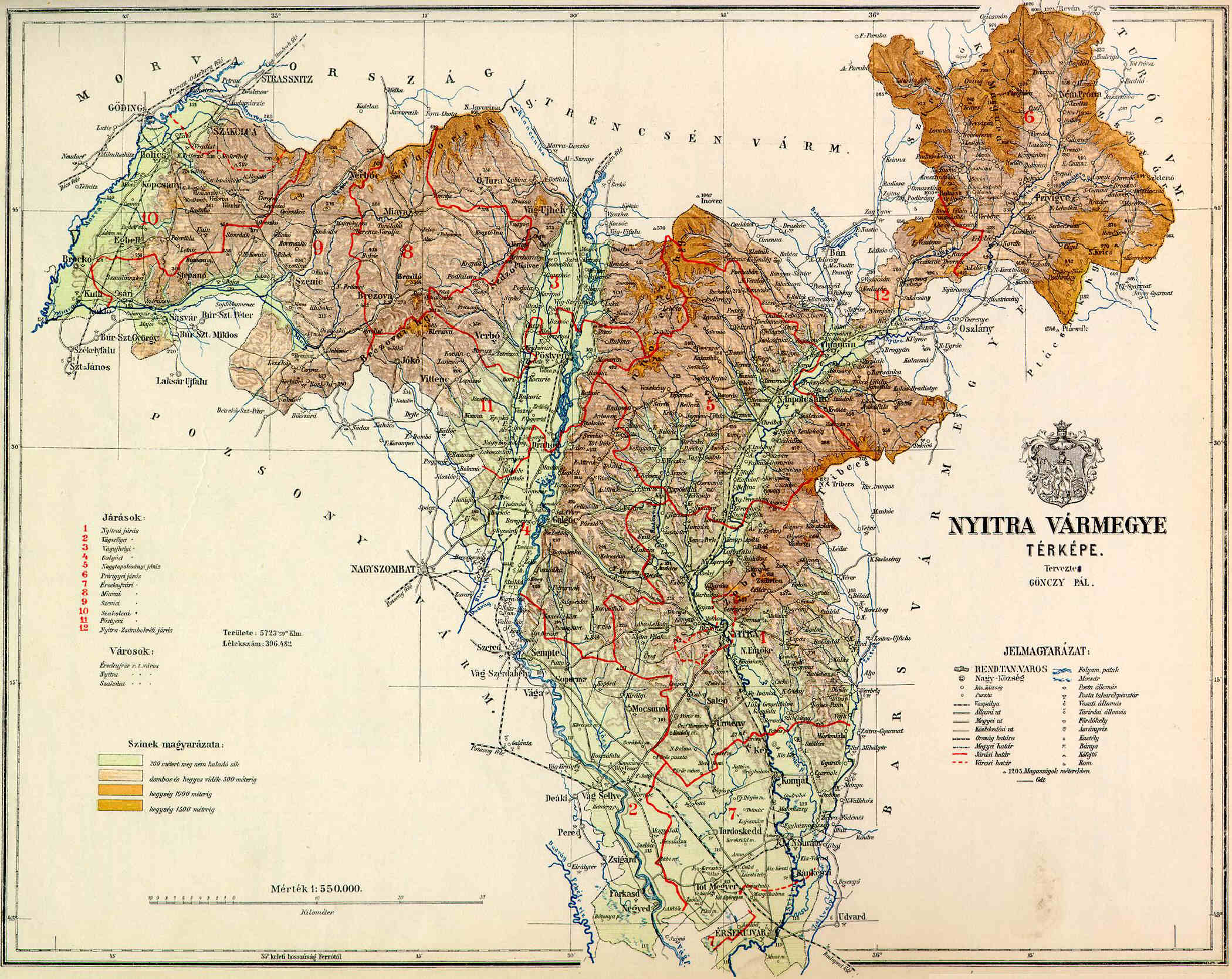
Nitranská župa okolo roku 1890.

Poloha Nitranské župy v Uhrách.

Nitranská župa (maďarsky Nyitra vármegye) byla jednou ze žup (správních celků) Uherského království. Celé její území dnes leží na západním Slovensku.

## Geografická charakteristika
Nitranská župa byla geograficky poměrně nesourodá, měla velmi členitý tvar a prostírala se od hranic s Moravou na stejnojmenné řece přes Kopanice, Malé Karpaty, údolí Váhu a Považský Inovec až po údolí Nitry, které zabírala téměř celé, až k pramenům pod Malou Fatrou a Žiarem. Na jihu se otevírala do Podunajské nížiny a na jihovýchodě byla ohraničena Žitavou. Sousedila s Moravou (od 16. století rakouská provincie, od roku 1918 součást Československa) a Bratislavskou, Komárenskou, Tekovskou, Trenčínskou a Turčianskou župou. Dominantní řekou byla Nitra, protékající župou ze severu na jih, dále potom Váh ve středozápadní části a hraniční Morava v západní části. Rozloha župy v roce 1910 byla 5 519 km² (druhá největší župa na území pozdějšího Slovenska). V současnosti se pro region centrální části bývalé župy používá pojmenování Ponitří, pro její severovýchodní výběžek také Horní Nitra, středozápadní část patří do Dolního Pováží, nejzápadnější část do Záhoří a jižní okraj je součástí regionu Podunajsko.

## Centrum
Administrativním centrem byl Nitranský hrad, stoličné orgány sídlily v Nitře.

## Rody vládnoucích županů
Mezi nejstarší rody županů patřili Poznanovci (jejich rod byl pravděpodobně slovanského původu), mezi lety 1302–1777 patřila hodnost župana (resp. hlavního župana) nitranskému biskupovi, potom se na čele stolice střídali příslušníci nejbohatších rodů stolice.

## Historie
Nitranská župa či stolice, resp. komitát, patřila k nejstarším uherským správním celkům, pravděpodobně vznikla už v 10. století. O prvních županech Nitranské župy po zřízení uherského státu podávají svědectví Zoborské listiny z roku 1111. Nitra se, také díky vlivu uherského velmože Matúše Čáka, začala měnit na šlechtickou stolici až po jeho smrti roku 1321. Do 16. století byla jediným svobodným městem na území župy jen Skalica (od roku 1372).
Během tureckých výbojů v 16. a 17. století se součástí ostřihomského sandžaku stalo mnoho dědin mezi řekami Nitra a Žitava, Žitavská pahorkatina byla téměř celá pod tureckou kontrolou. V letech 1663-1685 si Turci podrobili také Nové Zámky. Stolice trpěla také vojenským pustošením během stavovských povstání v 17. století.
Kulturním centrem stolice byla Nitra (sídlo biskupa, pobočka Slovenského učeného tovarišstva), dále Skalica (městská (r. 1542), evangelická a kalvínská škola, jezuitské gymnázium r. 1662), Prievidza (evangelická škola roku 1666 převzata piaristy v rámci rekatolizace), Brezová pod Bradlom (významné středisko slovenského národního života).
Území župy se od počátku dělilo na čtyři slúžnovské okresy (První, Druhý, Třetí a Čtvrtý), okolo roku 1646 už nesly názvy podle svých sídel: Novoměstský (Záhorský)-Processus Vág-Újhelyiensis, Obdokovský-Processus Bodokiensis, Bojnický-Processus Bajmocziensis a Nitranský-Processus Nitriensis. Od 17. století se oddělil od Novoměstského Skalický okres-Processus Szakolczensis.
V roce 1918 se celé území Nitranské župy stalo součástí Československa (potvrzení Trianonskou smlouvou roku 1920). Roku 1920 byl zřízena Československem Nitranská župa ve zcela jiných hranicích a s menšími samosprávnými pravomocemi v rámci župního zřízení.
Během druhé světové války byl jižní okraj bývalé Nitranské župy (Nové Zámky a okolí) součástí Maďarska a nově vytvořené maďarské župy Nitra-Prešporok (Nyitra-Pozsony) s centrem v Nových Zámcích, zatímco na území Slovenského státu byla v letech 1940-1945 utvořena opět jinak územně definovaná Nitranská župa. Po skončení války se okupované části opět staly součástí Československa. Roku 1949 vznikl Nitranský kraj, s původní župou se překrývající jen částečně. Roku 1960 se pak téměř celé území stalo součástí Západoslovenského kraje, kromě okolí Prievidzy (kraj Středoslovenský).
V současnosti je území někdejší Nitranské župy rozděleno mezi kraje Nitranský (jih), Trenčínský (sever) a Trnavský (západ). Zhruba ho pokrývají okresy Hlohovec, Myjava, Nitra, Nové Mesto nad Váhom (část), Nové Zámky (menší část), Partizánske (část), Piešťany, Prievidza, Senica, Skalica, Šaľa a Topoľčany.

## Národnosti
V Nitranské župě převládalo slovenské etnikum, Maďaři obývali území na Žitavské pahorkatině a jihozápad mezi Nitrou a Váhem, Němci žili v Hornonitrianské kotlině (Handlová, Nitranské Pravno).

## Okresy
V roce 1910 se Nitranská župa dělila na tyto slúžnovské okresy:
- Nitra
- Šaľa, centrum Trnovec nad Váhom
- Nové Mesto nad Váhom
- Hlohovec
- Topoľčany
- Prievidza
- Nové Zámky, centrum Šurany
- Myjava
- Senica
- Skalica, centrum Holíč
- Piešťany
- Žabokreky nad Nitrou
- Města se zřízeným magistrátem:
  - Nitra
  - Nové Zámky
  - Skalica

V současnosti je bývalá Nitranská župa rozdělena do těchto regionů a okresů:
- Ponitří
  - Horní Nitra
    - Prievidza (téměř celý okres)
    - Bánovce nad Bebravou (malá část okresu)
    - Partizánske (2/3 okresu)

  - Topoľčany (celý okres)
  - Nitra (téměř celý okres)
- Podunajsko
  - Šaľa (téměř celý okres)
  - Nové Zámky (severozápadní část okresu)
- Záhorie
  - Skalica (celý okres)
  - Senica (2/3 okresu)
- Pováží
  - Myjava (celý okres)
  - Nové Mesto nad Váhom (1/2 okresu)
  - Piešťany (celý okres)
- Trnava a okolí
  - Trnava (jen několik dědín na východě a severu)
  - Hlohovec (celý okres)